# حق الاستيراد
حق الاستيراد هو القدرة القانونية على استيراد منتج لبلد معين.
الاستيراد يعني «إرسال بضائع من بلد إلى آخر». الحق يعني «وفقًا للقانون....» 

## أمثلة خاصة
وفقًا للتفسير الصارم أو الحرفي لقانون حقوق الطبع والنشر الخاص بالولايات المتحدة، فمن غير القانوني استيراد أي مواد تخضع لحماية حقوق الطبع والنشر إلى الولايات المتحدة. بالطبع، هناك العديد من الثغرات والاستثناءات، بما في ذلك:
- «يتم تقديم بيان استيراد لمصلحة الجمارك الأمريكية صادر بموجب ختم مكتب حقوق الطبع والنشر» للحصول على ما يصل إلى 2000 نسخة.[4]
- الاستثناء التعليمي (المدارس).[5]
- نسخة شخصية فردية.[6]

قد كتب بعض العلماء أن أصحاب الملكية الفكرية، مثل العلامة التجارية وحقوق الطبع والنشر، يتمتعون بالحق الأصيل لاستيراد حقوق الملكية الخاصة بهم.
وقد أثرت حقوق استيراد الأقراص المضغوطة على موسيقى البوب اليابانية.